# كييشي أيشي
كييشي أيشي (25 يوليو 1880 - 23 يونيو 1923) هو فيزيائي ياباني شغل منصب بروفيسور في قسم الفيزياء في جامعة توهوكو.
ولد أيشي في طوكيو في عام 1880 ودرس الفيزياء النظرية في جامعة طوكيو وتخرج في عام 1903 ثم انتقل إلى كيوتو بعدها بسنتين حيث أصبح أستاذًا مساعدًا في جامعة كيوتو في الفترة ما بين 1908 حتى 1911.